# Гражданинът Хикс
„Гражданинът Хикс“ (на английски: Citizen X) е американски телевизионен филм от 1995, разказващ за руския сериен убиец Андрей Чикатило, известен още като „Канибалът от Ростов“. За периода от 1978 до 1990 година Чикатило е убил и изнасилил над 50 души, предимно млади жени и деца. Във филма участват Стивън Рий и Доналд Съдърланд в ролите на следователите Виктор Бураков и Михаил Фетисов.